# Брустверний монітор

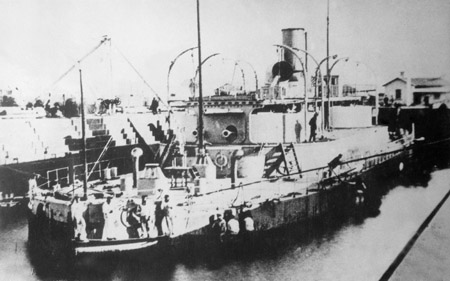
Вигляд з корми на брустверний монітор військово-морських сил Вікторії Цербер в Австралії в 1871. Помітно низький надводний борт

Брустверний монітор (англ. breastwork monitor) — тип корабля, винайдений сером Едвардом Рідом, головним конструктором британського Королівського флоту між 1863 і 1870 роками. Термін "монітор" був запозичений від американського корабля з таким самим ім'ям, що був сконструйований Джоном Еріксоном, який служив під час Громадянської війни в США. Американські кораблі були мало вразливими для обстрілів через їх дуже низький надводний борт. Водночас завжди існував ризик швидкого затоплення корабля, якщо вода потрапить всередину через люки, основу гарматної башти або інші отвори в палубі. Власне перший "Монітор" потонув під час шторму, коли його внутрішні приміщення затопило хвилями.
Рід запропонував зменшити цей ризик шляхом додавання броньованого брустверу. Це була броньована надбудова невеликої висоти, яка оточувала гарматні башти, капітанський місток, люки та інші приналежності верхньої палубі, необхідні для експлуатації корабля. Наявність цього бруствера дозволяла кораблю діяти, не побоюючись затоплення хвилями, які перекочуються через  палубу. Крім того, його основне озброєння знаходилось на більшій висоті, ніж в американських моніторів, збільшуючи таким чином дальність ураження та зберігаючи, при цьому, переваги низького борту як складної мішені для ворожої артилерії. 
Слідом за Великою Британією брустверні монітори почали будувати й інші флоти, включаючи французький та Російської імперії.  